# Deficiencia de magnesio
La deficiencia de magnesio es un trastorno electrolítico en el que hay un bajo nivel de magnesio en el cuerpo. Puede dar lugar a numerosos síntomas. Los síntomas incluyen temblor, falta de coordinación, espasmos musculares, pérdida de apetito, cambios de personalidad y nistagmo. Las complicaciones pueden incluir convulsiones o paro cardíaco, como la torsade de pointes. Aquellos con niveles bajos de magnesio a menudo tienen niveles bajos de potasio.
Las causas incluyen una ingesta dietética baja, alcoholismo, diarrea, aumento de la pérdida urinaria, mala absorción de los intestinos y diabetes mellitus. Varios medicamentos también pueden causar niveles bajos de magnesio, incluidos los inhibidores de la bomba de protones (IBP) y la furosemida. El diagnóstico generalmente se basa en encontrar niveles bajos de magnesio en la sangre (hipomagnesemia). Los niveles normales de magnesio están entre 1,46–2,68 mg/dL (0,6–1,1 mmol/L) con niveles menores a 1,46 mg/dL (0,6 mmol/L) definiendo hipomagnesemia. Se pueden observar cambios específicos en el electrocardiograma (ECG).
El tratamiento es con magnesio por vía oral o por vía intravenosa. Para aquellos con síntomas severos, se puede usar sulfato de magnesio intravenoso. También deben tratarse los niveles bajos de potasio o calcio asociados. La condición es relativamente común entre las personas en el hospital.

## Signos y síntomas
La deficiencia de magnesio puede causar cansancio, debilidad generalizada, calambres musculares, ritmos cardíacos anormales, irritabilidad incrementada del sistema nervioso con temblores, parestesias, palpitaciones, niveles bajos de potasio en la sangre, hipoparatiroidismo que puede provocar niveles bajos de calcio en la sangre, condrocalcinosis, espasticidad y tetania, migrañas, convulsiones epilépticas, calcificaciones de los ganglios basales y en casos extremos y prolongados coma, discapacidad intelectual o muerte. El magnesio juega un papel importante en el metabolismo de los carbohidratos y su deficiencia puede empeorar la resistencia a la insulina, una condición que a menudo precede a la diabetes, o puede ser una consecuencia de la resistencia a la insulina.
Las personas que reciben tratamiento en una unidad de cuidados intensivos (UCI) que tienen un bajo nivel de magnesio pueden tener un mayor riesgo de requerir ventilación mecánica y de morir.

## Causas
La deficiencia de magnesio puede deberse a causas gastrointestinales o renales. Las causas gastrointestinales incluyen una ingesta inadecuada de magnesio en la dieta, una reducción de la absorción gastrointestinal o un aumento de la pérdida gastrointestinal debido al rápido tránsito gastrointestinal. Las causas renales implican una mayor excreción de magnesio. La mala ingesta de magnesio en la dieta se ha convertido en un factor cada vez más importante, ya que muchas personas consumen una dieta baja en contenido de magnesio con alimentos refinados, como el pan blanco o el arroz pulido, que eliminan las partes de los alimentos vegetales que son ricos en magnesio.
La deficiencia de magnesio no es infrecuente en pacientes hospitalizados. Los niveles elevados de magnesio (hipermagnesemia) casi siempre son causados por un tratamiento médico. Hasta el 12% de todas las personas ingresadas en el hospital, y hasta el 60-65% de las personas en una unidad de cuidados intensivos, tienen hipomagnesemia.
Alrededor del 57% de la población de EE.UU. no cumple con la dosis diaria recomendada por los EE.UU. para la ingesta dietética de magnesio. Los riñones son muy eficientes para mantener los niveles del cuerpo; sin embargo, si la dieta es deficiente, o se usan ciertos medicamentos, como los inhibidores de la bomba de protones, o en el alcoholismo crónico, niveles pueden disminuir. 
Los niveles bajos de magnesio en la sangre pueden deberse a que no hay suficiente magnesio en la dieta, los intestinos no absorben suficiente magnesio o los riñones que excretan demasiado magnesio. Las deficiencias pueden deberse a las siguientes condiciones: 

### Medicamentos
- Uso de diuréticos de asa y tiazidas (la causa más común de hipomagnesemia)[16]
- Antibióticos (por ejemplo aminoglucósidos, anfotericina, pentamidina, gentamicina, tobramicina, viomicina) que bloquean la reabsorción en el asa de Henle. El 30% de los pacientes que usan estos antibióticos tienen hipomagnesemia.
- El uso a largo plazo de inhibidores de la bomba de protones, como el omeprazol.[17][18]
- Otras drogas. 
  - Digitalis, desplaza el magnesio en la célula. Digitalis causa un aumento de la concentración intracelular de sodio, que a su vez aumenta el calcio intracelular al disminuir pasivamente la acción del intercambiador de sodio-calcio en el sarcolema. El aumento del calcio intracelular da un efecto inotrópico positivo.[16]
  - Adrenérgicos, desplazan el magnesio hacia la célula.
  - Cisplatino, estimula la excreción renal.
  - Ciclosporina, estimula la excreción renal.
  - Micofenolato de mofetilo

### Genética
- Enfermedades de tipo Gitelman, que incluyen los síndromes causados por mutaciones genéticas en SLC12A3, CLNCKB,[19] BSND, KCNJ10, FXYD2, HNF1B o PCBD1. En estas enfermedades, la hipomagnesemia se acompaña de otros defectos en el manejo de electrolitos, como la hipocalciuria y la hipocalemia. Todos los genes involucrados en este grupo de enfermedades codifican proteínas que están involucradas en la reabsorción de electrolitos (incluido el magnesio) en el túbulo contorneado distal del riñón.[7]
- Síndromes hipomagnesémicos hipercalciúricos, que abarcan los síndromes causados por mutaciones en CLDN16, CLDN19, CASR o CLCNKB. En estas enfermedades, la reabsorción de cationes divalentes (como el magnesio y el calcio) en la rama ascendente del asa de Henle del riñón ve afectada. Esto resulta en la pérdida de magnesio y calcio por la orina.[7]
- Mitocondriopatías, como las causadas por mutaciones en SARS2, MT-TI o como se ven con el síndrome de Kearns-Sayre.[7]
- Otras causas genéticas de hipomagnesemia, como mutaciones en TRPM6, CNNM2, EGF, EGFR, KCNA1 o FAM111A. Muchas de las proteínas codificadas por estos genes desempeñan un papel en la absorción transcelular de magnesio en el túbulo contorneado distal.[7]

### Anomalías metabólicas
- Deficiencia de selenio,[20] vitamina D o exposición a la luz solar, o vitamina B6.
- Causas gastrointestinales: el tracto digestivo distal secreta altos niveles de magnesio. Por lo tanto, la diarrea secretora puede causar hipomagnesemia. Por ello, la enfermedad de Crohn, la colitis ulcerosa, la enfermedad de Whipple y la enfermedad celíaca pueden causar hipomagnesemia.
- Diuresis postobstructiva, fase diurética de la necrosis tubular aguda (NTA) y trasplante renal.

### Otros
- Infarto agudo de miocardio: en las primeras 48 horas después de un ataque cardíaco, el 80% de los pacientes tiene hipomagnesemia. Esto podría ser el resultado de un cambio intracelular debido a un aumento en las catecolaminas.
- Malabsorción
- Pancreatitis aguda
- Envenenamiento por fluoruro
- La transfusión masiva es un tratamiento para el shock hemorrágico que salva la vida, pero puede asociarse con complicaciones significativas.[21]

## Fisiopatología
El magnesio es un cofactor en más de 300 funciones en el cuerpo que regula muchos tipos de reacciones bioquímicas. Participa en la síntesis de proteínas, el funcionamiento de los músculos y los nervios, el desarrollo óseo, la producción de energía, la mantención del ritmo cardíaco normal y la regulación de la glucosa y la presión arterial, entre otras funciones importantes. La ingesta baja de magnesio a lo largo del tiempo puede aumentar el riesgo de enfermedades, como presión arterial alta y enfermedad cardíaca, diabetes mellitus tipo 2, osteoporosis y migrañas.
Hay un efecto directo sobre los canales de sodio (Na), potasio (K) y calcio (Ca). El magnesio tiene varios efectos: 

### Potasio
El flujo de salida del canal de potasio es inhibido por el magnesio. Por lo tanto, la hipomagnesemia produce un aumento de la excreción de potasio en el riñón, lo que resulta en una hipopotasemia. Se cree que esta afección se produce secundariamente a la disminución de la inhibición fisiológica normal del magnesio de los canales ROMK en la membrana tubular apical.
En este sentido, la hipomagnesemia es con frecuencia la causa de que los pacientes hipocalémicos no respondan a los suplementos de potasio. Por lo tanto, los médicos deben asegurarse de que tanto el magnesio como el potasio se reemplacen cuando sean deficientes. A los pacientes con cetoacidosis diabética se les debe hacer un seguimiento de sus niveles de magnesio para garantizar que la pérdida de potasio en el suero, que es impulsada intracelularmente por la administración de insulina, no se vea exacerbada por pérdidas urinarias adicionales.     

### Calcio
La liberación de calcio del retículo sarcoplásmico es inhibida por el magnesio. De este modo, la hipomagnesemia produce un aumento del nivel de calcio intracelular. Esto inhibe la liberación de la hormona paratiroidea, que puede resultar en hipoparatiroidismo e hipocalcemia. Además, hace que los receptores esqueléticos y musculares sean menos sensibles a la hormona paratiroidea.

### Arritmia
El magnesio es necesario para la función adecuada de las bombas de Na+/K+-ATPasa en los miocitos cardíacos, las células musculares del corazón. La falta de magnesio inhibe la recaptación de potasio, causando una disminución en el potasio intracelular. Esta disminución del potasio intracelular resulta en una taquicardia. 

### Preeclampsia
El magnesio tiene un efecto antitrombótico indirecto sobre las plaquetas y la función endotelial.  El magnesio aumenta las prostaglandinas, disminuye el tromboxano y disminuye la angiotensina II, produce una fuga microvascular y vasoespasmo a través de su función similar a los bloqueadores de los canales de calcio..Las convulsiones son el resultado del vasoespasmo cerebral. El efecto vasodilatador del magnesio parece ser el principal mecanismo. 

### Asma
El magnesio ejerce un efecto broncodilatador, probablemente al antagonizar la broncoconstricción mediada por calcio.

### Efectos neurológicos
- reduce la excitación eléctrica
- modula la liberación de la acetilcolina
- antagoniza los receptores de glutamato N-metil-D-aspartato (NMDA), un neurotransmisor excitador del sistema nervioso central y, por lo tanto, proporciona neuroprotección para la excitoxicidad.

### Homeostasis
El magnesio es abundante en la naturaleza. Se puede encontrar en vegetales verdes, clorofila, derivados del cacao, nueces, trigo, mariscos y carne. Se absorbe principalmente en el duodeno del intestino delgado. El recto y el colon sigmoide pueden absorber el magnesio. El cuarenta por ciento del magnesio dietético es absorbido. La hipomagnesemia estimula y la hipermagnesemia inhibe esta absorción.     
El cuerpo contiene 21-28 gramos de magnesio (0,864-1,152 mol). De esto, el 53% se localiza en el hueso, el 19% en el tejido no muscular y el 1% en el fluido extracelular. Por esta razón, los niveles de magnesio en la sangre no son un medio adecuado para establecer la cantidad total de magnesio disponible.     
La mayoría del magnesio sérico está unido a quelantes, incluidas las proteínas y el citrato. Aproximadamente el 33% está unido a proteínas, y el 5-10% no está unido. Este magnesio "libre" es esencial para regular el magnesio intracelular. La concentración plasmática normal es 1,7-2,3 mg/dl (0,69–0,94 mmol/l). 
Los riñones regulan el magnesio del suero. Unos 2400 mg de magnesio pasan a través de los riñones diariamente, de los cuales 5% (120 mg) se excretan por la orina. El asa de Henle es el sitio principal para la homeostasis del magnesio, y el 60% se reabsorbe. 
La homeostasis del magnesio comprende tres sistemas: riñón, intestino delgado y hueso. En la fase aguda de la deficiencia de magnesio hay un aumento en la absorción en el intestino delgado distal y en la reabsorción tubular en los riñones. Cuando esta condición persiste, el magnesio sérico cae y se corrige con magnesio del tejido óseo. El nivel de magnesio intracelular se controla a través del reservorio en el tejido óseo. 

## Diagnóstico
La deficiencia de magnesio no es fácil de medir directamente. Normalmente, el diagnóstico se basa en encontrar niveles bajos de magnesio en la sangre (hipomagnesemia). Específicamente encontrando una concentración de magnesio en plasma de menos de 1,46 mg/dl (0,6 mmol/L). La enfermedad grave generalmente tiene un nivel de menos de 1,25 mg/dL (0,50 mmol/L).
La deficiencia (o agotamiento) de magnesio se refiere a los niveles corporales bajos de magnesio, que generalmente se determinan al detectar niveles sanguíneos bajos (hipomagnesemia). La hipomagnesemia se refiere solo a los niveles de magnesio en la sangre. Cualquiera de la deficiencia de magnesio y la hipomagnesemia pueden estar presentes sin la otra.

### Electrocardiograma
El cambio en el electrocardiograma (ECG) puede mostrar una taquicardia con un intervalo QT prolongado. Otros cambios pueden incluir el intervalo PR prolongado, la depresión del segmento ST, las ondas T invertidas y un prolongamiento del QRS.

## Tratamientos
El tratamiento de la hipomagnesemia depende del grado de deficiencia y de los efectos clínicos.  El reemplazo por vía oral es apropiado para personas con síntomas leves, mientras que el reemplazo intravenoso se recomienda para personas con efectos graves.
Numerosas preparaciones orales de magnesio están disponibles. En dos ensayos de óxido de magnesio, una de las formas más comunes en los suplementos dietéticos de magnesio debido a su alto contenido de magnesio por peso, estuvo menos biodisponible que el citrato de magnesio, el cloruro, el lactato o el aspartato. El citrato de magnesio ha sido reportado como más biodisponible que las formas de quelatos de óxido o de aminoácidos.
Se puede administrar sulfato de magnesio intravenoso (MgSO4) en respuesta a arritmias cardíacas para corregir la hipopotasemia, prevenir la preeclampsia, y se ha sugerido que tiene un uso potencial en el asma.

### Comida
Las fuentes alimenticias de magnesio incluyen vegetales de hojas verdes, soya, nueces y frutas y huevo.

## Epidemiología
La condición es relativamente común entre las personas en el hospital.

## Historia
La deficiencia de magnesio en humanos se describió por primera vez en la literatura médica en 1934.

## Plantas

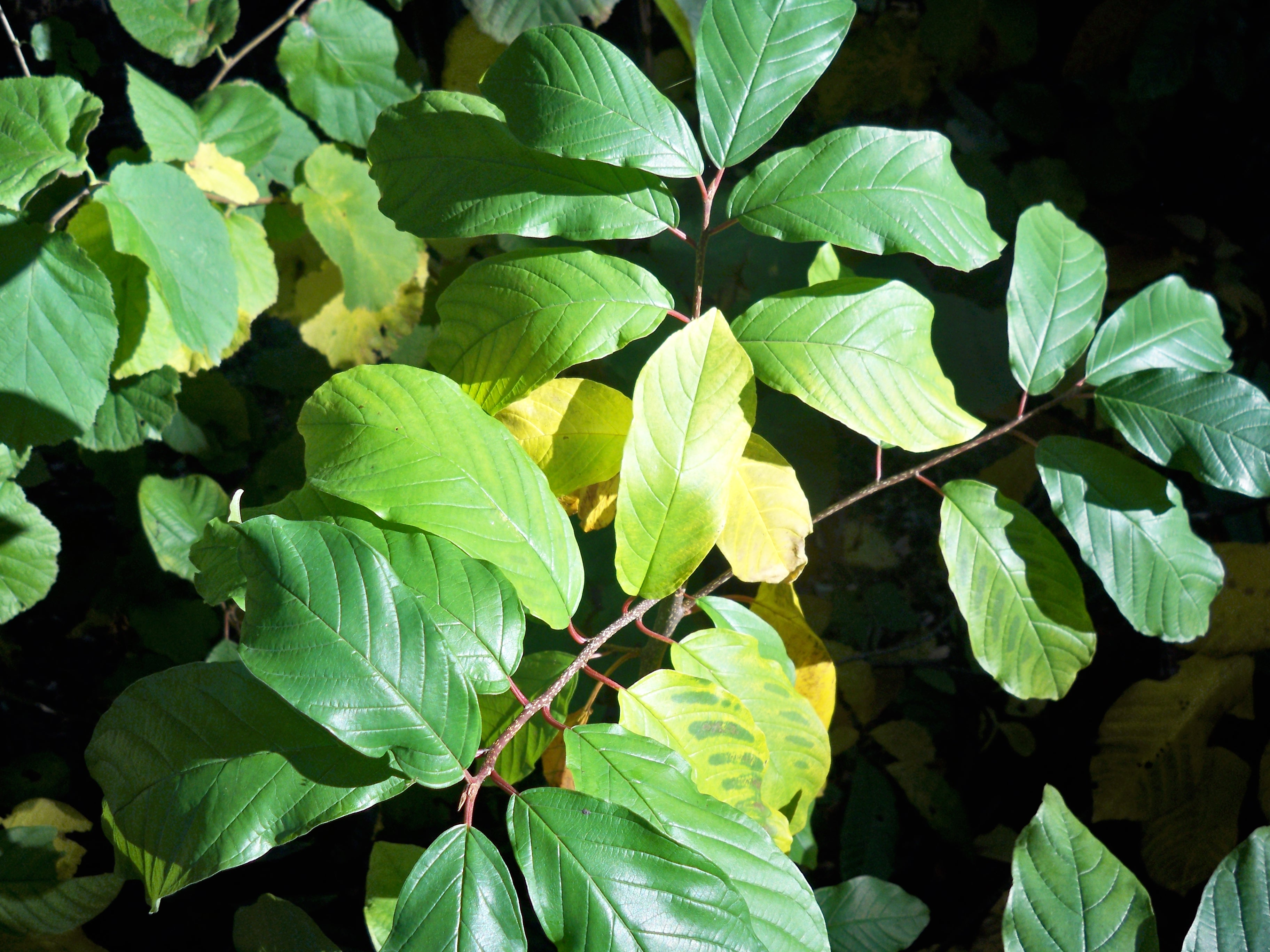
Una planta con deficiencia de magnesio

La deficiencia de magnesio es un trastorno perjudicial para las plantas que se presenta con mayor frecuencia en suelos arenosos, livianos y fuertemente ácidos, donde el magnesio se puede eliminar fácilmente por lixiviación. El magnesio es un macronutriente esencial que constituye el 0,2-0,4% de la materia seca de las plantas y es necesario para el crecimiento normal de las plantas. El exceso de potasio, generalmente debido a los fertilizantes, agrava aún más el estrés de la deficiencia de magnesio, igual que la intoxicación por aluminio.
El magnesio tiene un papel importante en la fotosíntesis porque forma el átomo central de la clorofila. Por lo tanto, sin cantidades suficientes de magnesio, las plantas comienzan a degradar la clorofila en las hojas viejas. Esto causa el síntoma principal de deficiencia de magnesio, clorosis interveinal o coloración amarillenta entre las venas de las hojas, que permanecen verdes, dando a las hojas una apariencia de mármol. Debido a la naturaleza móvil del magnesio, la planta primero descompondrá la clorofila en las hojas más viejas y transportará el Mg a las hojas más jóvenes que tienen mayores necesidades fotosintéticas. Por lo tanto, el primer signo de deficiencia de magnesio es la clorosis de las hojas viejas, que progresa hacia las hojas jóvenes a medida que avanza la deficiencia. El magnesio también actúa como un activador para muchas enzimas críticas, como la ribulosbifosfato carboxilasa (RuBisCO) y la fosfoenolpiruvato carboxilasa (PEPC), ambas enzimas esenciales en la fijación de carbono. Por lo tanto, bajas cantidades de Mg conducen a una disminución de la actividad fotosintética y enzimática dentro de las plantas. El magnesio también es crucial para estabilizar las estructuras de los ribosomas, por lo tanto, la falta de magnesio provoca la despolimerización de los ribosomas, lo que lleva a un envejecimiento prematuro de la planta. Después de una deficiencia prolongada de magnesio, se produce necrosis y caída de las hojas más viejas. Las plantas deficientes en magnesio también producen frutos más pequeños y leñosos. 
La deficiencia de magnesio en las plantas se puede confundir con deficiencias de zinc o cloro, virus o envejecimiento natural, ya que todos tienen síntomas similares. Agregar sales de Epsom (como una solución de 25 gramos por litro o 4 oz por galón) o piedra caliza dolomítica triturada al suelo puede corregir las deficiencias de magnesio. Un tratamiento orgánico es aplicar un mantillo de compost, que puede prevenir la lixiviación durante lluvias excesivas y proporcionar a las plantas cantidades suficientes de nutrientes, incluido el magnesio.